# Folsomia diplophthalma
Folsomia diplophthalma är en urinsektsart som först beskrevs av Axelson 1902.  Folsomia diplophthalma ingår i släktet Folsomia och familjen Isotomidae. Inga underarter finns listade i Catalogue of Life.